# 가문의 영광 (영화 시리즈)
가문의 영광 시리즈는 2002년에 1편이 개봉된 대한민국의 코미디 영화 시리즈로, 이후 현재까지 5편이 개봉되었으며, 제목은 '가문의 ~~'로 정해진다. 조직폭력배 가문이라는 특이한 소재를 설정하여 만들었다. 첫 작품은 정준호(박대서 역)와 김정은(장진경 역)이 주연을 맡았으며, 2편부터 3편까지는 신현준 (배우)(장인재 역)와 김원희(김진경 역)가 주인공을 맡았고 4편은 신현준 (배우)이 주연을 맡았다.

## 시리즈
- 《가문의 영광》: 2002년 9월 13일 개봉
- 《가문의 위기》: 2005년 9월 7일 개봉.
- 《가문의 부활》: 2006년 9월 21일 개봉.
- 《가문의 수난》: 2011년 9월 7일 개봉.
- 《가문의 귀환》: 2012년 12월 19일 개봉.